# Marcel Franke
Marcel Franke (* 5. April 1993 in Dresden) ist ein deutscher Fußballspieler. Der Abwehrspieler steht seit 2022 beim Zweitligisten Karlsruher SC unter Vertrag.

## Karriere
Franke begann im Alter von fünf Jahren bei Dynamo Dresden mit dem Fußballspielen und durchlief fortan alle Nachwuchsmannschaften des Vereins. Im Sommer 2010 führte er die B-Junioren der Elbestädter als Mannschaftskapitän zum Aufstieg in die U-17-Bundesliga. Ab der Saison 2010/11 gehörte Franke zum erweiterten Kader der Dresdner Profimannschaft, für die er am 5. März 2011 (27. Spieltag) in der 3. Liga debütierte, als er beim 3:0-Heimsieg über den SV Wehen Wiesbaden in der 84. Spielminute für Sascha Pfeffer eingewechselt wurde. Am 6. Juli desselben Jahres verlängerte der Verein Frankes bis zum 30. Juni 2012 datierten Vertrag vorzeitig um ein weiteres Jahr.
Im Mai 2013 gab der Drittligist Hallescher FC bekannt, dass man Franke zur neuen Saison ablösefrei verpflichten werde. Er erhielt einen Vertrag bis 30. Juni 2015.
Zur Saison 2015/16 wechselte Franke zur SpVgg Greuther Fürth. Beim fränkischen Zweitligisten unterschrieb er einen Dreijahresvertrag bis zum 30. Juni 2018. Sein erstes Tor in der 2. Bundesliga erzielte er am 27. August 2016, es war der 3:2-Siegtreffer gegen Erzgebirge Aue in der 90. Minute.
Zur Saison 2017/18 wechselte Franke zu Norwich City in die zweite englische Liga. Nach nur fünf Einsätzen verlieh ihn der Verein im Dezember 2017 zum 1. Januar 2018 für die Rückrunde an seinen Heimatverein Dynamo Dresden. Hier spielte er bis Saisonende. In der Folgesaison wurde er erneut verliehen, diesmal an den SV Darmstadt 98. Die Hessen sicherten sich eine Kaufoption. Am 5. August 2018 gab er beim 1:0-Heimsieg gegen den SC Paderborn 07 sein Debüt für die Lilien. In 25 Ligaspielen kam er auf zwei Tore und absolvierte eine Partie als Kapitän.
Zur Saison 2019/20 wechselte Franke zum Bundesliga-Absteiger Hannover 96, bei dem er einen bis zum 30. Juni 2022 laufenden Vertrag unterschrieb. In der Saison 2020/21 kam er auf 27 Zweitligaeinsätze. Zum Saisonende verpasste er vier Spiele aufgrund einer Muskelverletzung.
Im Sommer 2022 wechselte er zum Karlsruher SC. In der Saison 2022/23 kam er auf 30 von 34 möglichen Einsätzen in der Liga.

## Privates
Franke ist seit 2017 verheiratet und hat zwei Töchter.